# Antonov An-2
Antonov An-2  (vzdevek: Anuška ali Kukuruznik) je  sovjetski dvokrilnik. Načrtovan je bil v štiridesetih pri OKB Antonov. Na zahodu so mu dali NATO oznako Type 22 ali Colt"

## Načrtovanje in proizvodnja
An-2 je bil zasnovan kot večnamensko STOL letalo: prevoz padalcev, škropljenje polj, dostop do odmaknjenih krajev, transport tovora in drugo. Lahko pristaja in vzleta s kratkih in slabopripravljenih stez. Prav tako lahko različice letala delujejo pod ekstremnim mrazom in drugimi ekstremnimi pogoji, kot nalašč za podnebje in pogoje v Sibiriji. An-2 je imel zelo dolgo dobo proizvodnje - 45 let, rekord, ki ga je prekosil samo C-130 Hercules.
An-2 je nadomestil Polikarpov Po-2, ki je bil na široko uporabljen pred njim. An-2 je zasnovan v celoti kot kovinsko letalo, z zaprtim kokpitom in kabino za 12 potnikov. Poganja ga zvezdni zračnohlajeni motor Švecov AŠ-62, ki omogoča prevoz 2100 kilogramskega tovora. Tisoč konjski motor porabi okrog 160 litrov goriva na uro.
Sprva so ga izdelovali v tovarni številka 473 v Kijevu, Ukrajina (5000 letal). Potem so proizvodnjo An-2M preselili v tovarno 464 v Dolgoprundij, Rusija. Po šestdesetih pa so večino letal izdelali v tovarni PZL Mielec, Poljska (13000 izdelanih letal). An-2 so licenčno izdelovali tudi na Kitajskem kot Shijiazhuang Y-5.
Posebnosti, ki so omogočajo unikatne zmogljivosti letala An-2:
- avtomatska sprednja krilca z gumo, ki se aktivirajo sama za povečanje vzgona pri majhnih hitrostih, pri večji pa se samodejno spravijo
- pnevmatične zavore, ki omogočajo ustavljanje na kratkih stezah
- gume s spremenljivim tlakom za slab teren
- baterije za samostojno delovanje, druga oprema za zagon ni potrebna
- črpalka za gorivo za prečrpavanje iz navadnih posod, druga oprema ni potrebna
- vzletna dolžina samo 170 m, pristajalna pa 215 m, sicer odvisno od teže

## Tehnične karakteristike
- Posadka: 1–2
- Kapaciteta: 12 potnikov
- Dolžina: 12,4 m (40 ft 8 in)
- Razpon kril:
- Zgornje krilo: 18,2 m (59 ft 8 in)
- Spodnje krilo: 14,2 m (46 ft 9 in))
- Višina: 4,1 m (13 ft)
- Površina kril: 71,52 m² (769.8 ft²)
- Prazna teža: 3.300 kg (7.300 lb)
- Naložena teža: 5.500 kg (12.000 lb)
- Tovor: 2.140 kg (4.700 lb)
- Motor: 1 × Shvetsov ASh-62IR 9-cilindrični zvezdni motor s turbopolnilnikom, 750 kW (1.000 KM)
- Največja hitrost: 258 km/h (139 kn, 160 mph)
- Potovalna hitrost: 190 km/h (100 kn, 120 mph)
- Hitrost izgube vzgona: ~50 km/h (26 knots, 30 mph)
- Dolet: 845 km (456 nmi, 525 mi)
- Višina leta: 4.500 m (14.750 ft)
- Hitrost vzpenjanja: 3,5 m/s (700 ft/min)
- Razmerje moč/masa: 0,136 kW/kg (0,083 hp/lb)